# 平和台野球場
平和台野球場（へいわだいやきゅうじょう）は、かつて福岡県福岡市中央区の舞鶴公園にあった野球場。
1949年に建設され、1997年に老朽化や歴史公園整備を理由に閉鎖された。

## 歴史

### パイレーツ→ライオンズ本拠地時代
1948年、福岡県で第3回国民体育大会が開催された際、福岡市の中心地にある舞鶴公園（福岡城址、陸軍第12師団歩兵第24連隊跡地）に陸上競技場、球技場2面などを擁する平和台総合運動場が建設される。当時の連隊跡地はGHQに接収されていたが、国体の準備委員長を務めた岡部平太がGHQ相手に何度も折衝を行い、その際に「連隊跡地をスポーツによるPEACE HILL（=平和台）にしたい」と語ったことなどから接収は解除され、運動場が作られることになった。1949年12月18日に、球技場の1面（国体でサッカー競技が開かれた場所）を造り変えて平和台野球場が完成した。総工費は3000万円。こけら落としは、1949年12月18日、冬のオープン戦の巨人対阪神。
1950年にプロ野球に参入したセントラル・リーグの西日本パイレーツの本拠地球場、パシフィック・リーグの西鉄クリッパースの準本拠地となった。しかし、当時は本州から九州への移動手段となる鉄道の急行列車でも1昼夜を要するうえ、地方都市での遠征開催も頻繁に行われた影響もあり、西日本は当初ここと八幡市桃園野球場を合わせて50-60試合を開催することを予告するも、わずか4試合（県内では桃園2・飯塚1を含め7試合）しか行われず、西鉄もメインを春日市の春日原球場に定めたこともあり、わずか7試合（県内では他の球場での開催も含め27試合）の開催にとどまった。
翌1951年に西鉄と西日本が合併してパ・リーグの西鉄ライオンズが誕生し、西鉄が本拠地を春日原球場から移した。
開場当時はナイター照明がなく、試合中に日没になった場合は球審の判断により試合打ち切り（進行状況によりコールドゲームまたはノーゲーム）としていたが、1952年の平和台事件をきっかけに1954年、ナイター照明を設置している。
1953年8月29日、中西太が本球場のバックスクリーンをはるかに越える推定飛距離160メートルの本塁打を放ったことで話題になった。1954年のリーグ初優勝から西鉄ライオンズの黄金時代が始まり、豊田泰光、中西太、大下弘、稲尾和久（1956年入団）らを擁したチームは1956～1958年に読売ジャイアンツを下し日本シリーズ3連覇を果たしたが、特に1958年は3連敗の後の雨天中止が引き金となり、奇跡とも言われた4連勝を果たした。
だが、当時の球場はスタンドが低い上に芝生（土盛）席も多かったため、優勝チームにはふさわしくないという意見から、1956年には球場改装を求める看板が球場前に立てられたり、ファンの署名活動が始まるなど、球場改装への期待が高まった。1957年のシーズン終了後から全面改修工事を施し、スタンドの全面座席化を実施。1958年4月26日に竣工した（竣工が開幕日に間に合わなかったため、同年の開幕戦からの西鉄主催試合は小倉市営球場（現：北九州市民球場）で4試合、久留米ブリヂストン球場と大牟田延命球場で各1試合を開催）。
1969年に起きた黒い霧事件によって西鉄は多くの選手が永久追放などの処分を受け、成績は低迷する。1973年、当時ロッテオリオンズのオーナーだった中村長芳によって西鉄球団が西日本鉄道から買収され、「福岡野球株式会社」を設立した。球団の命名権が売却され、1973年～1976年は太平洋クラブがスポンサーとなった「太平洋クラブライオンズ」、1977年～1978年はクラウンガスライターがスポンサーとなった「クラウンライターライオンズ」に名称変更をするが、成績の低迷と共に観客動員も減少し、1978年10月に福岡野球は国土計画（西武グループ）に買収されて「西武ライオンズ」となり、埼玉県所沢市の西武ライオンズ球場に移転した。
これにより、福岡を本拠地とするプロ野球球団がなくなった。「福岡のライオンズ最後の平和台の試合」は同年秋、シンシナティ・レッズを迎えた日米野球（対巨人・クラウン連合）として行われた。

### ライオンズ撤退からホークス誘致まで
本拠地球団が無くなった1978年12月、福岡市と地元企業による第三セクターの興業会社「平和台野球株式会社」が設立された。翌1979年には2億6,000万円をかけて、グラウンドを西日本初の全面人工芝に一新している。このような取り組みにより、1979年以後は主に西武ライオンズ（1979年は主催10試合を含め17試合開催。特に5月にはホーム扱いでの近鉄バファローズ戦7試合、8月にはビジター扱いの近鉄戦と日本ハムファイターズ戦、並びにホーム扱いの阪急ブレーブス戦が各3試合ずつ、計9試合がそれぞれ集中的に開催された）を中心として、巨人主催によるどんたくシリーズ（5月上旬3連戦）、全国高等学校野球選手権大会期間中に阪神甲子園球場を使用できない阪神タイガースの主催試合など、プロ野球各チームによる公式戦が年間20～30試合程度開催された。
この間、本球場で公式戦・オープン戦ともに主催・主管試合を開催しなかったのは中日ドラゴンズのみだが、これは「原則として中日新聞（北陸中日新聞・日刊県民福井も含む）の販売エリアで主催試合を行う」という同球団の方針があったことによる。ただし、他球団主催試合のビジターとなることはあった。
広島東洋カープも公式戦での主催試合は行わなかったが、1981年3月28日にオープン戦で主催試合（対近鉄戦）を開催しているほか（出典：読売新聞・岡山版、1981年3月28日、テレビ・ラジオ欄。九州朝日放送・広島ホームテレビが中継）、1984年の日米野球でホームゲーム扱いの試合を開催した（ただし主催は読売新聞社だった）。
なお、巨人の主催試合は読売新聞社・報知新聞社（スポーツ報知）・日本テレビの主催、福岡放送の後援による自主興行扱いで開催しており、福岡ドーム誕生以降も2007年まで毎年継続していた。その後巨人は2011年4月13日に北九州市民球場で開催したのを最後に福岡県内で公式戦主催試合開催実績はない。
1987年7月8日、南海ホークス対ロッテオリオンズのサスペンデッドゲームの続行試合が行われたが、これは同年5月23日の柏崎市佐藤池野球場（新潟県柏崎市）での試合が雨天などの影響で日没サスペンデッドになったもので、地方球場の場合は後日別球場での開催が認められることによる処置として行われた（本来は7月7日に予定されていたが、雨天のため順延された）。なお、これはサスペンデッドの続きの試合が地方球場で行われた唯一の例だった（ただし専用球場以外という観点で見れば、1954年の近鉄パールス対東映フライヤーズ戦が中断の前、後とも中日球場（現・ナゴヤ球場）で行われた例がある）。
また、1984年に稲尾和久がロッテの監督に就任した際、将来的に本拠地を当時の川崎球場（神奈川県川崎市）から本球場に移転することを条件に監督要請を受託したとされているが、実現には至らなかった。

### ホークス本拠地時代
1988年9月、南海ホークスがダイエーに譲渡され、本拠地を大阪球場から本球場に移転。10年ぶりにプロ野球の本拠地球場となった。これに伴い、使命を終えた平和台野球株式会社は解散している。
1990年、バックスクリーンの左に当時としては破格の大きさだった大型映像装置「ホークスビジョン」（ソニー製・ジャンボトロン）を設置したが、スコアボードは手動のままであった。
1987年末、「古代アジアの玄関口」とされる鴻臚館（こうろかん）遺跡が球場の改修工事中に発見されたため、遺跡の発掘を進めるとともに同所を歴史公園として再整備することが計画され、ダイエーも本球場に代わり中央区地行の埋立地に福岡ドームの建設を進めていたため、プロ野球の公式戦は福岡ドーム完成前年の1992年を最後に終了した。プロ野球公式戦最終試合は10月1日のダイエー対近鉄戦で、ダイエーのルーキー・若田部健一が近鉄の野茂英雄との投手戦を1対0で制し、10勝目を挙げた。
本球場は福岡ドームの完成後もしばらくは残され、全国高等学校野球選手権福岡大会などのアマチュア野球の公式戦や、ダイエーの二軍戦などで使用されたが、1997年、老朽化及び歴史公園整備の本格着手に伴い完全閉鎖された。同年11月24日にお別れイベント「さよなら平和台」が開催され、ダイエー対オリックスの非公式戦や、西鉄OB対福岡市民代表チームの試合などが行われた。これを以て約半世紀にわたって九州の野球界を牽引してきた球場の歴史に幕が下ろされた。

### 球場解体以降
備品の一部は1997年11月に行われた「さよなら平和台」にて、各備品ごとに事前申込者の中から抽選で無償譲渡された。
2002年には西鉄ライオンズOB会の有志が発起人となって記念碑が建立された。
球場解体後も外野スタンドや外壁の一部が残されていたが、2005年3月20日の福岡県西方沖地震によって外壁に亀裂が入るなどの被害を受け、崩落の危険性が生じたため、2007年12月から2008年4月にかけて全て解体撤去された。なお、撤去工事が終わった後にはフェンスが新設され、福岡市教育委員会が鴻臚館遺跡の説明パネルを設置した。
舞鶴公園の敷地内には現在、軟式野球専用の「舞鶴公園野球場」がある。

## プロ野球開催実績

### 西日本パイレーツ

#### セリーグ公式戦
- 1950年3月10日 西日本6-5広島　勝 緒方俊明　敗 武智修

- 1950年3月11日 西日本3-9巨人　勝別所毅彦 敗 薮田政則　本 青田昇(G)

- 1950年4月4日 西日本7-8松竹 勝 真田重男 敗 野本喜一郎 本 大岡虎雄(R)

### 読売ジャイアンツ

#### 日米野球
- 1981年11月23日 巨人0-8カンザスシティ　観衆：32,000　勝 R.マーチン 敗 新浦壽夫 本 O.コンセプション

- 1984年11月11日 巨人9-13ボルチモア　観衆：31,000　勝 N.スネル 敗 槙原寛己 本 淡口憲治,仁村薫(G),エディ・マレー,ラリー・シーツ,リック・デンプシー,ヤング(BAL)

#### セリーグ公式戦
・1979年4月18日 巨人1-3広島 観衆：34,000　勝 池谷公二郎 敗加藤初
・1979年4月19日 巨人4-6広島 観衆：32,200　勝 北別府学 敗浅野啓司 本 高田繁(G)、水谷実雄、北別府学(C)
- 1980年4月22日 巨人1-2ヤクルト 観衆：34,000　勝 鈴木康二朗 S井原慎一朗 敗江川卓 本王貞治(G),スコット(S)
- 1980年4月23日 巨人5-5ヤクルト 観衆：34,000　本 王貞治(G),スコット,八重樫幸雄(S)
- 1981年4月21日 巨人3-1大洋　観衆：34,000　勝 加藤初 S角三男 敗斉藤明雄 本 中畑清(G)
- 1982年4月21日 巨人3-3中日 観衆：32,000　本 原辰徳,ロイ・ホワイト(G),大島康徳(D)
- 1982年4月22日 巨人4x-1中日 観衆：34,000 勝 江川卓 敗 三沢淳 本 篠塚利夫,中畑清(G),谷沢健一(D) *中畑サヨナラ3ラン
- 1983年4月20日 巨人4-2広島　観衆：34,000 勝西本聖 敗山根和夫 本 衣笠祥雄(C)
- 1983年4月21日 巨人4-2広島 観衆：33,000 勝 定岡正二 S角三男 敗 北別府学 本 原辰徳,松本匡史(G)
- 1984年4月18日 巨人8-5ヤクルト 観衆：34,000 勝 江川卓 S角三男 敗 高野光 本 渡辺進(S)
- 1984年4月19日 巨人11-3ヤクルト 観衆：30,000 勝 西本聖 敗 井本隆 本 河埜和正,原辰徳,中畑清(G)
- 1985年5月16日 巨人3-4広島 観衆：34,000 勝 高木宣宏 敗 鹿取義隆 本 仁村薫,石渡茂(G),山崎隆造,長内孝(C)
- 1986年5月14日 巨人3-1大洋 観衆：34,000　勝 江川卓 S ルイス・サンチェ 敗 遠藤一彦 本 山倉和博(G)
- 1986年5月15日 巨人5-7大洋 観衆：34.000 勝 高橋一彦 S 斉藤明雄 敗 槙原寛己 本 中畑清(G),田代富雄(W)
- 1987年6月9日 巨人7-1中日 観衆：34,000 勝 江川卓 敗 鈴木孝政 本 原辰徳(G)
- 1987年6月10日 巨人3-8中日 観衆：34,000 勝 米村明 敗 槙原寛己 本 原辰徳(G),宇野勝,川又米利(D)
- 1988年5月18日 巨人5-7広島 観衆：34,000 勝 川口和久 S清川栄治 敗 ビル・ガリクソン 本 吉村禎章(G),川口和久(C)
- 1988年5月19日 巨人5-4広島 観衆：34,000 勝 槙原寛己　S鹿取義隆 敗 北別府学 本 原辰徳(G),ランス(C)
- 1989年5月17日 巨人5-2中日 観衆：34,000　勝 斎藤雅樹 敗 小野和幸 本 原辰徳(G),彦野利勝(D)
- 1990年5月16日 巨人5-3ヤクルト 観衆：34,000 勝 斎藤雅樹 敗 フロイド・バニスター 本 西岡良洋,中尾孝義(G),池山隆寛(S)
- 1991年5月15日 巨人1-6大洋 観衆：34,000 勝 岡本透 敗 桑田真澄 本 原辰徳(G)
- 1992年5月13日 巨人0-3ヤクルト 観衆：34,000 勝 岡林洋一 敗 桑田真澄 本 秦真司(S)

#### オープン戦
- 1949年12月18日 巨人4-1阪神

- 1982年3月7日 巨人14-9ヤクルト

- 1983年3月13日 巨人6-3ヤクルト

- 1984年3月11日 巨人8-1阪神

- 1985年3月10日 巨人2-1ヤクルト

- 1986年3月9日 巨人2-3阪急

- 1987年3月8日 巨人4-4阪神 観衆：34,000

- 1988年3月6日 巨人1-7大洋 観衆：33,000

#### イリーグ公式戦
- 1987年5月2日 巨人3-5西武

### ヤクルトスワローズ

#### セリーグ公式戦
- 1950年3月11日 国鉄3-2広島 勝 高橋輝 敗 黒川浩
- 1979年5月8日 ヤクルト3-11広島 観衆：12,000 勝 渡辺秀武 敗 鈴木康二朗 本 福富邦夫(S),水谷実雄,渡辺秀武(C)
- 1979年5月9日 ヤクルト6-3広島 観衆：19,000 勝 松岡弘 敗 大野豊 本 デーブ・ヒルトン(S),山本浩二(C)
- 1980年6月24日 ヤクルト4-0大洋 観衆：15,000 勝 松岡弘 敗 田中由郎
- 1980年6月25日 ヤクルト5-4大洋 観衆：15,000 勝 井原慎一朗 敗 遠藤一彦 本 大杉勝男(S),松原誠,遠藤一彦(W)
- 1981年7月11日 ヤクルト4-4大洋 観衆：15,000 本角富士夫,鈴木康二朗(S),田代富雄(W)
- 1981年7月12日 ヤクルト2-1大洋 観衆：13,000 勝 松岡弘 敗 古賀正明
- 1982年4月17日 ヤクルト3-12大洋 観衆：8,000 勝 斉藤明夫 敗 梶間健一 本 マイク・ラム,基満男,高木嘉一(W)
- 1982年4月18日 ヤクルト15-4大洋 観衆：16,000 勝 鈴木康二朗 敗 佐藤政夫 本 若松勉(S)
- 1983年5月31日 ヤクルト6-9大洋 観衆：9,000　勝 斉藤明夫 敗 鳥原公二 本 杉浦享,渡辺進,ボビー・マルカーノ(S),田代富雄,辻恭彦(W)
- 1983年6月1日 ヤクルト7-3大洋 観衆：10,000 勝 松岡弘 S 尾花高夫 敗 平松政次 本 釘谷肇×2,大杉勝男(S),高木豊,ジム・トレーシー(W)
- 1984年5月26日 ヤクルト6x-5中日 観衆：10,000 勝 大川章 敗 牛島和彦 本 水谷新太郎,角富士夫(S),谷沢健一×2,宇野勝(D)
- 1984年5月27日 ヤクルト1-4中日 観衆：15,000 勝 小松辰雄 敗 高野光 本 大島康徳,ケン・モッカ(D)
- 1985年5月29日 ヤクルト10-11阪神 観衆：22,000 勝 山内新一 S 山本和行 敗 中本茂樹 本 小川淳司,ボビー・マルカーノ,杉浦享(S),真弓明信,掛布雅之(T)
- 1986年5月31日 ヤクルト2-3広島 観衆：20,000
- 1986年6月1日 ヤクルト1-2広島 観衆：20,000
- 1987年5月30日 ヤクルト3-4大洋 観衆：25,000
- 1987年5月31日 ヤクルト7-4大洋 観衆：23,000
- 1988年6月18日 ヤクルト4x-3広島 観衆：27,000
- 1988年6月19日 ヤクルト9-1広島 観衆：24,000

#### オープン戦
- 1980年3月18日 ヤクルト2-4阪急

- 1981年3月18日 ヤクルト6-7日本ハム

- 1981年3月19日 ヤクルト4-7日本ハム

### 大洋ホエールズ

#### セリーグ公式戦
- 1950年5月16日 大洋9-6中日 観衆：18,000　勝 林直明 敗 清水秀雄 本 荒木茂,藤井勇(W),杉浦清(D)

- 1950年6月4日 大洋5-12西日本 観衆：3,500　勝 森弘太郎 敗 岩本信一 本 門前真佐人(W),田部輝男,塚本博睦(P)
- 1952年3月27日 大洋1-4大阪 観衆：5,000　勝 梶岡忠義 敗 林直明

- 1952年4月12日 大洋2-0国鉄 観衆：2,000　勝 清水秀雄 敗 金田正一

- 1952年4月19日 大洋4x-3広島 観衆：2,000　勝 林直明 敗 杉浦竜太郎

- 1952年5月24日 大洋3-6巨人 観衆：25,000　勝 別所毅彦 敗 高野裕良 本 広田順(G)

- 1952年10月3日 大洋0-1名古屋 観衆：2,000 勝 杉下茂 敗 林直明 本 杉山悟(D)

- 1954年4月14日 洋松3-7中日 観衆：2,500　勝 徳永喜久夫 敗 江田貢一

#### オープン戦
- 1983年3月21日 大洋2-11近鉄

### 阪神タイガース

#### セリーグ公式戦
- 1951年5月19日 大阪8-5巨人 観衆：25,000 勝 梶岡忠義 敗 別所毅彦 本 渡辺博之(T),小松原博喜,別所毅彦(G)
- 1980年8月13日 阪神3-7広島 観衆：34,000 勝 渡辺秀武 敗 江本孟紀 本 掛布雅之(T),マイク・デュプリー,水谷実雄(C)
- 1980年8月14日 阪神8-4広島 観衆：34,000 勝 山本和行 敗 山根和夫 本 真弓明信,山本和行(T),山本浩二,水谷実雄×2,ジム・ライトル(C)
- 1981年8月15日 阪神5x-4大洋 観衆：28,000 勝 中田良弘 敗 斉藤明雄 ※佐野仙好(T)サヨナラ適時打
- 1981年8月16日 阪神1-4大洋 観衆：28,000 勝 平松政次 敗 工藤一彦 本藤田平(T),田代富雄(W)
- 1982年8月7日 阪神6-3大洋 観衆：28,000  勝 藤原仁 S 山本和行 敗 門田富昭 本 佐野仙好(T),田代富雄,マーク・ブダスカ(T)
- 1982年8月8日 阪神1x-0大洋 観衆：25,000 勝 山本和行 敗 斉藤明夫 ※グレッグ・ジョンストン(T)サヨナラ犠飛
- 1983年8月13日 阪神1-2ヤクルト 観衆：25,000 勝 宮本賢治 S 梶間健一  敗 工藤一彦 本 掛布雅之(T),杉浦享(S)
- 1983年8月14日 阪神9-6ヤクルト 観衆：25,000 勝 リチャード・オルセン S 池内豊 敗 井本隆 本 ランディ・バース,北村照文,掛布雅之,藤田平,永尾泰憲,真弓明信(T),角富士夫,ボビー・マルカーノ,八重樫幸雄(S)
- 1984年8月11日 阪神4-6中日 観衆：31,000 勝 都裕次郎 S 牛島和彦 敗 野村収 本 佐野仙好(T),宇野勝,ケン・モッカ,田尾安志(D)
- 1984年8月12日 阪神11-9中日 観衆：28,000 勝 山本和行 敗 三沢淳 本 真弓明信,川藤幸三(T),宇野勝×2
- 1985年8月10日 阪神6-3中日 観衆：33,000 勝 リッチ・ゲイル S 山本和行 敗 鈴木孝政 本 ランディ・バース,掛布雅之(T)
- 1985年8月11日[5] 阪神6-4中日 観衆：33,000 勝 中田良弘 S 山本和行 敗 曽田康二 本 真弓明信×2,バース,掛布雅之(T),ケン・モッカ,上川誠二(D)
- 1986年8月9日 阪神3-4大洋 観衆：34,000
- 1986年8月10日 阪神1-15大洋 観衆：34,000
- 1987年8月8日 阪神4-4ヤクルト 観衆：32,000
- 1987年8月9日 阪神1-0ヤクルト 観衆：30,000 ※6回裏終了後降雨コールドゲーム
- 1988年9月3日 阪神6-3大洋 観衆：25,000

#### オープン戦
- 1983年3月10日 阪神2-1大洋

### 広島カープ

#### セリーグ公式戦
- 1950年4月21日 広島3-17阪神 観衆：2,500 勝 干場一夫 敗 武智修 本 白石勝巳(C),藤村富美男,金田正泰,檪信平(T)

#### オープン戦
- 1981年3月28日 広島2-0近鉄

### 松竹ロビンス

#### セリーグ公式戦
- 1950年3月10日 松竹0-4巨人 勝 藤本英雄 敗 小林恒夫

- 1950年5月16日 松竹5-11国鉄 観衆：18,000 勝 古谷法夫 敗 江田貢一 本 大岡虎雄(R),藤田宗一,森谷良平,福田勇一(S)

### ライオンズ（所沢移転後）

#### パリーグ公式戦
- 1979年5月1日 西武4-6近鉄 観衆：13,000 勝 井本隆 S 柳田豊 敗 柴田保光 本 土井正博×2(L),平野光泰×2(Bu)[6]
- 1979年5月2日 西武0-3近鉄 観衆：18,000 勝 村田辰美 敗 東尾修 本 チャック・マニエル(Bu)
- 1979年5月3日 西武3-5近鉄 観衆：27,000 勝 香川正人 敗 松沼博久 本大田卓司×2,トニー・ミューサー(L),石渡茂(Bu)
- 1979年5月18日 西武4-0近鉄 観衆：13,000 勝 五月女豊 S 森繁和 敗 村田辰美 本 田淵幸一(L)
- 1979年5月19日 西武4-7近鉄 観衆：15,000 勝 山口哲治 敗 永射保 本 土井正博,田淵幸一(L),クリス・アーノルド,マニエル(Bu)
- 1979年5月20日 西武2-9近鉄 観衆：24,000 勝 柳田豊 敗 柴田保光 本 山村善則(L),平野光泰,アーノルド(Bu)
- 1979年5月21日 西武5-7近鉄 観衆：13,000 勝 香川正人 敗 東尾修 本 アーノルド,平野泰光,マニエル(Bu)
- 1979年8月14日 西武6-2阪急 観衆：20,000 勝 松沼博久 敗 今井雄太郎 本 鈴木葉留彦,ジャック・マルーフ,土井正博(L),高井保弘(Bu)
- 1979年8月15日 西武5-2阪急 観衆：19,000 勝 森繁和 S 松沼雅之 敗 三浦広之 本 鈴木葉留彦,行沢久隆(L)
- 1979年8月16日 西武7-1阪急 観衆：24,000 勝 山下律夫  S 松沼雅之 敗 佐藤義則 本 マルーフ,立花義家×2(L)
- 1980年6月3日 西武6-1ロッテ 観衆：13,000 勝 松沼博久 敗 安木祥二 本 土井正博,テーラー・ダンカン(L),レオン・リー(O)
- 1980年6月4日 西武3-16ロッテ 観衆：20,000 勝 仁科時成 敗 東尾修 本 ダンカン(L),有藤道世,土肥健二,レロン・リー,張本勲,レオン・リー(O)
- 1980年6月5日 西武1-8ロッテ 観衆：17,000 勝 水谷則博 S 倉持明 敗 松沼雅之 本 レロン・リー,水上善雄(O)
- 1980年9月16日 西武5-2南海 観衆：26,000 勝 松沼博久 敗 村上之宏 本 立花義家(L),門田博光(H)
- 1980年9月17日 西武2-8南海 観衆：33,000 勝 水谷茂雄 S 金城基泰 敗 松沼雅之 本 長谷川一夫(L),門田博光,新井宏昌,メイ,久保寺雄二(H)
- 1980年9月18日 西武7-3南海 観衆：34,000 勝 東尾修 敗 名取和彦 本 ジム・タイロン×2,田淵幸一(L),定岡智秋(H)
- 1981年5月8日 西武3-1日本ハム 観衆：26,000 勝 松沼博久 敗 高橋一三 本 石毛宏典,大田卓司(L)
- 1981年5月9日 西武9-10日本ハム 観衆：22,000 勝 杉山知隆 S 江夏豊 敗 永射保 本 石毛宏典X2,スティーブ・オンティベロス(L),クルーズ,井上弘昭(F)
- 1981年5月10日 西武3-5日本ハム 観衆：34,000 勝 木田勇 敗 杉本正 本 田淵幸一,テリー・ウィットフィールド(L)
- 1987年4月22日 西武2-1南海 観衆：30,000 勝 松沼博久 S 松沼雅之 敗 山内孝徳
- 1987年4月23日 西武1-6南海 観衆：32,000 勝 藤本修二 敗 東尾修 本 門田博光(H)
- 1988年4月19日 西武8-2ロッテ 観衆：30,000 勝 森山良二 敗 園川一美 本 笘篠誠治,広橋公寿(L)
- 1988年4月20日 西武4-2ロッテ 観衆：28,000 勝 渡辺久信 敗 深沢恵雄
- 1988年4月21日 西武1-2ロッテ 観衆：30,000 勝 荘勝雄 S 牛島和彦 敗 岡田展和 ※延長11回佐藤健一決勝打

#### オープン戦
- 1980年3月9日 西武6-4近鉄

- 1981年3月8日 西武2-2近鉄

- 1982年3月9日 西武4-2南海

- 1983年3月24日 西武5-15広島

#### イリーグ公式戦
- 1981年8月9日 西武2-1巨人

- 1982年8月18日 西武4-2巨人

### 日本ハムファイターズ

#### パリーグ公式戦
- 1979年8月10日 日本ハム3-7西武 観衆：10,000 勝 松沼雅之 敗 佐伯和司 本 大宮龍男×2,広瀬宰,マルーフ(L)
- 1979年8月11日 日本ハム6-1西武 観衆：15,000 勝 高橋直樹 敗 山下律夫 本 ボビー・ミッチェル(F),大田卓司(L)
- 1979年8月12日 日本ハム9-2西武 観衆：15,000 勝 宇田東植 敗 古沢憲司 本 島田誠,富田勝(F),山崎裕之(L)
- 1980年8月27日 日本ハム6-3西武 観衆：28,000 勝 木田勇 敗 松沼雅之 本 古屋英夫×2,高代延博,柏原純一(F),山崎裕之(L)
- 1981年7月17日 日本ハム3-1西武　観衆：24,000 勝 高橋一三 敗 杉本正 本 トミー・クルーズ,トニー・ソレイタ(F)
- 1981年7月18日 日本ハム2-10西武 観衆：33,000 勝 松沼雅之 敗 高橋正巳 本 山崎裕之(L)
- 1981年7月19日 日本ハム4-0西武 観衆：31,000 勝 岡部憲章 敗 松沼博久 本 ソレイタ,クルーズ,柏原純一(F)
- 1982年8月24日 日本ハム5-2西武 観衆：26,000 勝 工藤幹夫 S 江夏豊 敗 杉本正 本 行沢久隆(L)
- 1982年8月25日 日本ハム2-4西武 観衆：30,000 勝 森繁和 敗 江夏豊 本 田淵幸一,石毛宏典(L)
- 1983年8月26日 日本ハム2-1南海 観衆：12,000 勝 川原昭二 敗 山内和宏 本 ソレイタ(F)
- 1983年8月27日 日本ハム4-5南海 観衆：12,000 勝 竹口昭憲 S金城基泰 敗 田中富生 本 ソレイタ(F),定岡智秋(H)
- 1983年8月28日 日本ハム10-3南海 観衆：18,000 勝 工藤幹夫 敗 畠山準 本 岩井隆之,柏原純一,ソレイタ(F),門田博光(H)
- 1984年8月24日 日本ハム21-11南海 観衆：7,000 勝 木田勇 敗 山内孝徳 本 高代延博,トミー・クルーズ×2,岩井隆之,古屋英夫(F),ジェフ・ドイル(H)
- 1984年8月26日 日本ハム5-6南海 観衆：2,000 勝 藤本修二 S加藤伸一 敗 津野浩 本 マーシャル・ブラント(F),立石充男(H)
- 1984年8月26日 日本ハム8-11南海 観衆：8,000 勝 山内和宏 敗 高橋正巳 本 二村忠美,岩井隆之,クルーズ(F),山本和範,クリス・ナイマン,ドイル,門田博光(H) *ダブルヘッダー2試合目
- 1985年6月4日 日本ハム0-7西武 観衆：25,000 勝 郭泰源 敗 坂巻明 本 石毛宏典,秋山幸二(L)
- 1985年6月5日 日本ハム0-3西武 観衆：23,000 勝 東尾修 S 渡辺久信 敗 津野浩
- 1985年6月6日 日本ハム2x-1西武 観衆：24,000 勝 河野博文 敗 渡辺久信 本 古屋英夫(F) *古屋サヨナラ本塁打
- 1985年8月30日 日本ハム3-5近鉄 観衆：8,000 勝 佐々木修 S 石本貴昭 敗 岡部憲章 本 クルーズ×2(F)
- 1985年9月1日 日本ハム7-7近鉄 観衆：8,000 本 クルーズ(F),バンボ,村上隆行,梨田昌孝(Bu)
- 1986年7月9日 日本ハム1-6阪急 観衆：5,000 勝 山田久志 敗 津野浩 本 石嶺和彦(B)
- 1986年7月10日 日本ハム14-4阪急 観衆：4,000 勝 柴田保光 敗 今井雄太郎 本 古屋英夫,白井一幸(F),ブーマー(B)
- 1986年8月23日 日本ハム6-7西武 観衆：34,000 勝 石井毅 S東尾修 敗 三沢淳 本 パット・パットナム×2,二村忠美(F),金森永時(L)
- 1986年8月24日 日本ハム4-6西武 観衆：34,000 勝 郭泰源 敗 佐藤誠一 本 古屋英夫(F),秋山幸二,ジョージ・ブコビッチ,片平晋作(L)
- 1986年8月25日 日本ハム3-6西武 観衆：33,000 勝 渡辺久信 敗 津野浩 本 津末英明(F),清原和博,石毛宏典(L)
- 1987年7月13日 日本ハム6-8西武 観衆：27,000 勝 森繁和 敗 松浦宏明 本 トニー・ブリューワ(F),清原和博,石毛宏典(L)
- 1987年7月14日 日本ハム1-4西武 観衆：30,000 勝 東尾修 敗 西崎幸広 本 白幡隆宗(L)
- 1987年9月13日 日本ハム3-3近鉄 観衆：12,000 本 新井宏昌(Bu)
- 1988年8月26日 日本ハム5-5西武 観衆：34,000 本 田中幸雄,マイク・イースラー(F),秋山幸二,タイラー・バン・バークレオ,安部理(L)
- 1988年8月27日 日本ハム1-12西武 観衆：34,000 勝 渡辺久信 敗 津野浩 本 古谷英夫(F),石毛宏典,秋山幸二×2,藤野正剛,バークレオ(L)
- 1988年8月28日 日本ハム4-5西武 観衆：34,000 勝 東尾修 S 小田真也 敗 佐藤誠一 本 田中幸雄(F),バークレオ,石毛宏典(L)

#### オープン戦
- 1980年3月12日 日本ハム1-11広島 観衆：6,000

- 1981年3月11日 日本ハム1-4広島

- 1984年3月15日 日本ハム6-10ヤクルト

- 1988年3月16日 日本ハム2-3近鉄 観衆：1,500

### ロッテオリオンズ

#### パリーグ公式戦
- 1951年8月15日 毎日3-12近鉄 観衆：12,000 勝 黒尾重明 敗 星野武男 本 森下重好×2(Bu)
- 〃（変則ダブルヘッダー2試合目） 毎日3-9南海 観衆：12,000 勝 江藤正 敗 山根俊英 本 堀井数男,蔭山和夫,飯田徳治(H)

- 1960年10月6日 大每2-7西鉄　観衆：200 勝 稲尾和久 敗 植村義信
- 〃（ダブルヘッダー2試合目） 大毎4-1西鉄 観衆：200 勝 小野正一 敗 岩永功 本 八田正,塩津義雄(O)

- 1980年9月20日 ロッテ7-3阪急 観衆：7,500 勝 水谷則博 敗 佐藤義則 本 井上洋一(O),高井保弘(B)
- 1980年9月21日 ロッテ1-0阪急 観衆：9,000 勝 仁科時成 敗 山田久志 本 土肥健二(O)
- 1981年7月15日 ロッテ6-4西武　観衆：25,000　勝 村田兆治 S 倉持明 敗 松沼博久 本 庄司智久,落合博満(O),山崎裕之(L)
- 1981年7月16日 ロッテ0-7西武　観衆：28,000　勝 森繁和 敗 仁科時成 本 田淵幸一(L)
- 1981年9月27日 ロッテ3-1西武　観衆：12,000　勝 村田兆治 敗 森繁和 本 大田卓司(L)
- 1982年4月6日 ロッテ0-5西武　観衆：10,000　勝 東尾修 敗 奥江英幸 本 テリー(L)
- 1982年4月8日 ロッテ2-0西武　観衆：26,000　勝 村田兆治 敗 森繁和 本 井上洋一,新谷吉孝(O)
- 1982年6月21日 ロッテ2-7西武　観衆：34,000　勝 東尾修 敗 仁科時成 本 石毛宏典,蓬萊昭彦(L)
- 1982年7月6日 ロッテ2-5西武　観衆：16,000　勝 高橋直樹 敗 深沢恵雄
- 1982年7月7日 ロッテ5-3西武　観衆：28,000 勝 水谷則博 敗 東尾修 本 レロン・リーX2,芦岡俊明(O),大田卓司,行沢久隆(L)
- 1982年7月8日 ロッテ3-6西武　観衆：29,000 勝 松沼雅之 S 森繁和 敗 欠端光則 本 落合博満,有藤道世(O),田淵幸一,石毛宏典(L)
- 1983年6月21日 ロッテ4x-3西武 観衆：27,000 勝 スティーブ・シャーリー 敗 森繁和 本 芦岡俊明,庄司智久(O),田淵幸一,山崎裕之(L)　*新谷吉孝サヨナラ安打
- 1983年6月22日 ロッテ2-14西武 観衆：33,000 勝 松沼博久 敗 仁科時成 本 水上善雄(O),片平晋作,山崎裕之,スティーブ・オンティベロス(L)
- 1983年6月23日 ロッテ1-8西武 観衆：25,000 勝 高橋直樹 敗 水谷則博 本 スティーブ(L)
- 1983年7月19日 ロッテ4-6近鉄 観衆：5,000 勝 小山昌男 S 鈴木康二朗 敗 スティーブ・シャーリー 本 落合博満(O)
- 1983年7月20日 ロッテ0-1近鉄 観衆：5,000 勝 鈴木啓示 敗 石川賢
- 1983年7月21日 ロッテ4-6近鉄 観衆：5,000 勝 住友一哉 S鈴木康二朗 敗 水谷則博 本 土肥健二,高沢秀昭(O)
- 1984年5月11日 ロッテ7-5日本ハム 観衆：6,000  勝 石川賢 S 西井哲夫 敗 田中幸雄 本 落合博満×2,有藤道世,水上善雄(O),柏原純一(F)
- 1984年5月12日 ロッテ2-2日本ハム 観衆：12,000
- 1984年6月26日 ロッテ1-1西武 観衆：18,000 本 レロン・リー(O),山崎裕之(L) ※８回表二死降雨コールド
- 1984年6月27日 ロッテ5x-4西武 観衆：28,000 勝 水谷則博 敗 森繁和 本 スティーブ(L)
- 1984年7月17日 ロッテ8x-7近鉄 観衆：6,000 勝 西井哲夫 敗 鈴木康二朗 本 落合博満,庄司智久,高沢秀昭(O),大石大二郎×2,リチャード・デービス,栗橋茂(Bu) ※庄司サヨナラ安打
- 1984年7月18日 ロッテ3-7近鉄 観衆：7,000 勝 柳田豊 敗 仁科時成 本 高沢秀昭,山本功児(O),仲根政裕×2,デービス,羽田耕一(O)
- 1984年7月19日 ロッテ6-3近鉄 観衆：8,000 勝 石川賢 敗 小野和義 本 レロン・リー,山本功児(O),有田修三,デービス(Bu)
- 1985年5月7日 ロッテ10-1阪急 観衆：3,500 勝 仁科時成 敗 今井雄太郎 本 水上善雄(O)
- 1985年5月8日 ロッテ7-5阪急 観衆：6,000 勝 深沢恵雄 S 梅沢義勝 敗 小嶋正宣 本 ブーマー,弓岡敬二郎(B)
- 1985年5月9日 ロッテ4-12阪急 観衆：6,000 勝 佐藤義則 敗 水谷則博 本 レロン・リー(O),松永浩美,ブーマー,ジョー・ヒックス(B)
- 1985年5月20日 ロッテ8-13西武 観衆：17,000 勝 森繁和 敗 深沢恵雄 本 西村徳文,水上善雄(O),石毛宏典,片平晋作,秋山幸二,スティーブ(L)
- 1985年5月21日 ロッテ4-7西武 観衆：27,000　勝 松沼博久 S 渡辺久信 敗 仁科時成 本 落合博満(O),秋山幸二×2(L)
- 1985年5月22日 ロッテ4-16西武 観衆:31,000 勝 東尾修 敗 右田一彦 本 片平晋作,秋山幸二,金森永時,岡村隆則,伊東勤(L)
- 1985年5月31日 ロッテ2-0近鉄 観衆：4,000 勝 荘勝雄 敗 柳田豊 本 山本功児(O)
- 1985年6月1日 ロッテ1-8近鉄 観衆：8,000 勝 村田辰美 敗 右田一彦 本 仲根政裕(Bu)
- 1985年6月2日 ロッテ8-18近鉄 観衆：11,000 勝 小山昌男 敗 梅沢義勝 本 山本功児(O),大石大二郎,デービス,村上隆行(Bu)
- 1986年4月15日 ロッテ9-8近鉄 観衆：5,000 勝  荘勝雄 S 土屋正勝 敗 柳田豊 本 レロン・リー,高沢秀昭(O),大石大二郎×3,村上隆行×2(Bu)
- 1986年4月16日 ロッテ5-9近鉄 観衆：8,000 勝 村田辰美 S 石本貴昭 敗 石川賢 本 水上善雄(O),栗橋茂,デービス,金村義明(Bu)
- 1986年4月17日 ロッテ6-3近鉄 観衆：8,000 勝 仁科時成 S 土屋正勝 敗 谷宏明 本 レロン・リー(O),新井宏昌,村上隆行,デービス(Bu)
- 1986年5月17日 ロッテ6-2南海 観衆：10,000 勝 荘勝雄 敗 山内和宏 本 落合博満(O),吉田博之(H)
- 1986年5月18日 ロッテ3x-2南海 観衆：11,000 勝 土屋正勝 敗 西川佳明
- 1986年7月15日 ロッテ5-5西武 観衆：22,000 勝 レロン・リー,佐藤健一,古川慎一(O),清原和博(L)
- 1986年7月16日 ロッテ11-0西武 観衆：31,000 勝 深沢恵雄 敗 東尾修 本 古川慎一,落合博満×2(O)
- 1986年7月17日 ロッテ0-3西武 観衆：28,000 勝 松沼博久 S 渡辺久信 敗 村田兆治
- 1987年5月15日 ロッテ5-9日本ハム 観衆：6,000 勝 松浦宏明 敗 石川賢 本 パット・パットナム,島田誠(F)
- 1987年5月16日 ロッテ3-3日本ハム 観衆：6,000 本 佐藤健一(O),白井一幸(F) *５回終了降雨コールド
- 1987年5月17日 ロッテ7-3日本ハム 観衆：12,000 勝 深沢恵雄 敗 金沢次男 本 高沢秀昭×2(O),岡持和彦(F)
- 1987年6月16日 ロッテ6-2西武 観衆：26,000 勝 深沢恵雄 敗 前田耕司 本 笘篠誠治(O)
- 1987年6月17日 ロッテ1-5西武 観衆：29,000 勝 工藤公康 敗 園川一美
- 1987年6月18日 ロッテ0-2西武 観衆：27,000 勝 東尾修 敗 荘勝雄 本 田辺徳雄(L)
- 1987年6月23日 ロッテ6-9日本ハム 観衆：6,500 勝 津野博  S松浦宏明 敗 深沢恵雄 本 横田真之,上川誠二(O),

島田誠(F)
- 1987年6月25日 ロッテ1-4日本ハム 観衆：6,000 勝 河野博文 S 松浦宏明 敗 園川一美
- 1988年5月24日 ロッテ4-10西武　観衆：31,000 勝 黒原祐二 敗 園川一美 本 水上善雄×2,ビル・マドロック(O),秋山幸二(L)
- 1988年5月25日 ロッテ0-7西武 観衆：31,000 勝 渡辺久信 敗 小川博 本 清原和博,バークレオ(L)
- 1988年5月26日 ロッテ5-11西武 観衆：31,000 勝 山根和夫 敗 井辺康二 本 横田真之(O)
- 1988年5月31日 ロッテ2-1近鉄 観衆：7,000 勝 小川博 S 牛島和彦 敗 吉井理人 本 村上隆行(Bu)
- 1988年7月19日 ロッテ3-11南海 観衆：7,000 勝 山内孝徳 敗 荘勝雄 本 岡部明一(O),高柳秀樹,トニー・バナザード,山本和範(H)
- 1988年7月20日 ロッテ2-14南海 観衆：8,000 勝 加藤伸一 敗 園川一美 本 愛甲猛(O)
- 1988年7月21日 ロッテ10-6南海 観衆：8,000 勝 村田兆治 S 牛島和彦 敗 藤本修二 本 袴田英利,水上善雄(O),佐々木誠×2,藤本博史(H)

#### オープン戦
- 1984年3月17日 ロッテ4-3南海

- 1984年3月18日 ロッテ6-11南海

### 近鉄バファローズ

#### パリーグ公式戦
- 1951年8月14日 近鉄5-4南海 観衆：10,000 勝 田中文雄 敗 服部武夫
- 1979年6月1日 近鉄1-4日本ハム 観衆：10,000 勝 佐伯和司 敗 村田辰美 本 佐々木恭介(Bu),柏原純一(F)
- 1979年6月2日 近鉄13-4日本ハム 観衆：11,000 勝 井本隆 S 村田辰美 敗 宇田東植 本 マニエル×2,佐々木恭介,クリス・アーノルド,羽田耕一(Bu)
- 1979年6月3日 近鉄12-3日本ハム 観衆：12,000 勝 柳田豊 敗 杉山知隆 本 小川亨,アーノルド,吹石徳一,有田修三,マニエル,阿部成宏(Bu),柏原純一(F)
- 1979年8月7日 近鉄7-4西武 観衆：13,000 勝 佐藤文男 敗 古沢憲司 本 土井正博,立花義家(L)
- 1979年8月8日 近鉄3-0西武 観衆：13,000 勝 柳田豊 敗 松沼博久
- 1979年8月9日 近鉄5-2西武 観衆：12,000 勝 鈴木啓示 S 井本隆 敗 東尾修
- 1980年8月1日 近鉄6-14日本ハム 観衆：9,000 勝 高橋一三 敗 村田辰美　本 佐々木恭介,マニエル(Bu),富田勝,島田誠,クルーズ,菅野光夫,柏原純一(F)
- 1980年8月2日 近鉄9-5日本ハム 観衆：9,000 勝 井本隆 S 久保康生 敗 間柴茂有 本 ソレイタ×2、クルーズ(F)
- 1980年8月3日 近鉄1-2日本ハム 観衆：13,000 勝 木田勇 敗 柳田豊 本 吹石徳一(Bu),クルーズ(F)
- 1981年6月1日 近鉄3-8ロッテ　観衆：7,000 勝 安木祥二 S倉持明 敗 谷宏明 本 井上洋一,落合博満(O)
- 1981年6月2日 近鉄3-4ロッテ　観衆：8,000 勝 水谷則博 敗 橘健治 本 ビクター・ハリス(Bu),庄司智久,落合博満(O)
- 1981年6月3日 近鉄1-7ロッテ　観衆：9,000 勝 村田兆治 敗 鈴木啓示 本 落合博満,井上洋一,レロン・リー(O)
- 1981年8月4日 近鉄7-9ロッテ　観衆：8,000 勝 梅沢義勝 S 倉持明 敗 石本貴昭 本 小川亨,有田修三(Bu),弘田澄男,庄司智久X2
- 1982年5月8日 近鉄11-6南海　観衆：5,000 勝 久保康生 敗 森口益光 本 ビクター・ハリス,栗橋茂(Bu),新井宏昌,山本雅夫(H)
- 1982年5月9日 近鉄2-6南海　観衆：13,000 勝 山内和宏 敗 谷宏明 本 有田修三(Bu),新井宏昌,定岡智秋(H)
- 1982年5月10日 近鉄8-9南海　観衆：8,000 勝 金城基泰 敗 山口哲治 本 ラリー・ウルフ(Bu),定岡智秋,河埜敬幸,門田博光(H)
- 1982年8月13日 近鉄4-11日本ハム 観衆：7,000　勝 間柴茂有 敗 久保康生 本 大石大二郎,有田修三,吹石徳一(Bu),クルーズ,木村孝,ソレイタ(F)
- 1982年8月14日 近鉄1-7日本ハム　観衆：10,000　勝 木田勇 敗 村田辰美 本 ソレイタ,柏原純一(F)
- 1982年8月15日 近鉄9-3日本ハム 観衆：8,000　勝 谷宏明 敗 高橋一三 本 小田義人,羽田耕一(Bu),島田誠(F)
- 1983年7月8日 近鉄3-4南海 観衆：6,000 勝 井上祐二 S金城基泰 敗 鈴木啓示 本 栗橋茂,テリーリー(Bu),門田博光(H)
- 1983年7月9日 近鉄7-4南海 観衆：12,000 勝 住友一哉 S鈴木康二朗 敗 山内和宏 本 梨田昌崇,谷真一(Bu),河埜敬幸×2,久保寺雄二(H)

#### オープン戦
- 1982年3月11日 近鉄5-4西武

### ホークス(福岡移転前)

#### パリーグ公式戦
- 1979年9月7日 南海6-5ロッテ 観衆：4,500　勝 村上之宏 S 金城基泰 敗 古賀正明 本 レオン・リー(O)
- 1979年9月8日 南海5-5ロッテ 観衆：7,500　勝 河埜敬幸,片平晋作,カルロス・メイ(H),レロン・リー,レオン・リー(O)
- 1979年9月9日 南海2-4ロッテ 観衆：8,000　勝 倉持明 S 望月卓也 敗 平沢隆好 本 カルロス・メイ(H)
- 〃（ダブルヘッダー2戦目） 南海14-8ロッテ　観衆：10,000  勝 山内新一 S 金城基泰 敗 八木沢荘六 本 王天上,カルロス・メイ(H),レオン・リー(O)
- 1980年8月23日 南海3-17西武 観衆：18,000 勝 松沼雅之 敗 村上之宏 本 門田博光(L),タイロン,田淵幸一(L)
- 1980年8月24日 南海5-11西武 観衆：26,000 勝 東尾修 敗 山内新一 本 門田博光,メイ(H),立花義家,タイロン×2,田淵幸一,大田卓司,広瀬宰(L)
- 1981年5月19日 南海2-3日本ハム 観衆：6,000 勝 間柴茂有 S 江夏豊 敗 山内孝徳
- 1981年5月20日 南海0-4日本ハム 観衆：7,000 勝 木田勇 敗 上田次朗
- 1981年5月21日 南海2-3日本ハム 観衆：6,000 勝 高橋一三 敗 藤田学 本 香川伸行
- 1982年8月10日 南海2-0日本ハム 観衆：5,000 勝 山内和宏 敗 高橋里志
- 1982年8月12日 南海3-3日本ハム 観衆：6,000 本 門田博光
- 1983年6月28日 南海4x-3阪急 観衆：6,000 勝 金城基泰 敗 佐藤義則 *岡本圭右サヨナラ安打
- 1983年6月29日 南海0-7阪急 観衆：7,000 勝 山田久志 敗 山内和宏 *山本雅夫サヨナラ安打
- 1983年6月30日 南海5x-4阪急 観衆：7,000 勝 金城基泰 敗 佐藤義則 本 門田博光(H),簑田浩二,石嶺和彦(B)
- 1984年7月6日 南海11-8ロッテ 観衆：3,500 勝 竹口昭範 S矢野実 敗梅沢義勝 本 池之上格,山本和範(H),庄司智久(O)
- 1984年7月7日 南海3-4ロッテ 観衆：7,000 勝 畠山準 敗 仁科時成 本 門田博光
- 1984年7月8日 南海8-0ロッテ 観衆：9,000 勝 山内和宏 敗 水谷則博
- 1985年7月16日 南海4-12阪急 観衆：8,000 勝 山田久志 敗 山内和宏 本 池之上格(H),簑田浩二,ブーマー,藤田浩雅,小林晋哉(B)
- 1985年7月17日 南海4x-3阪急 観衆：6,000 勝 加藤伸一 敗 今井雄太郎 本 熊野輝光 *山村善則サヨナラ安打
- 1985年7月18日 南海1-6阪急 観衆：5,000 勝 佐藤義則 敗 藤本修二
- 1986年6月27日 南海2-3日本ハム 観衆：5,000 勝 川原昭二 敗 加藤伸一 本 山本和範(H),ブリューワ,パット・パットナム(F)
- 1986年6月28日 南海2-4日本ハム 観衆：4,000 勝 津野浩 S 川原昭二 敗 山内孝徳
- 1987年7月8日 南海4-6ロッテ 観衆：6,000 勝 伊藤優 S 牛島和彦 敗 西川佳明 本 門田博光(H)
- （1987年5月23日に柏崎市佐藤池野球場で開催の南海4-4ロッテが8回表一死日没サスペンデッドとなったため続きを平和台で17：30から開始。9回裏に河埜敬幸のサヨナラ安打で南海が5x-4と勝利。勝 加藤伸一 敗 右田一彦）
- 1987年7月9日 南海2-6ロッテ 観衆：5,000 勝 荘勝男 敗 山内孝徳 本 横田真之(O)
- 1988年6月28日 南海4-8西武 観衆：33,000 勝 森山良二 敗 西川佳明 本 トニー・バナザード,山本和範(H),石毛宏典×2(L)
- 1988年6月29日 南海5-3西武 観衆：28,000 勝 藤本修二 S 井上祐二 敗 東尾修 本 本 バナザード×2,門田博光(H)
- 1988年7月1日 南海6-4ロッテ 観衆：8,000 勝 山内孝徳 S 井上祐二 敗 荘勝雄 本 門田博光,ジョージ・ライト,香川伸行(H)
- 1988年7月2日 南海3-6ロッテ 観衆：13,000 勝 村田兆治 S 牛島和彦 敗 加藤伸一 本 藤本博史(H)
- 1988年7月3日 南海0-1ロッテ 観衆：8,000 勝 園川一美 S 牛島和彦 敗 山内和宏

### 阪急ブレーブス

#### パリーグ公式戦
- 1950年11月14日 阪急4-7西鉄 観衆：3,000 勝 武末悉昌 敗 阿部八郎 本 植田武彦,東谷夏樹(B),塚本悦郎,長谷川善三(L)
- 〃（ダブルヘッダー2試合目） 阪急7-8西鉄 観衆：3,000 勝 川崎徳次 敗 野口二郎

- 1979年4月12日 阪急11-0西武 観衆：27,000 勝 佐藤義則 敗 松沼博久 本 加藤英司,高井保弘(B)
- 1980年4月15日 阪急7-2西武 観衆：15,000 勝 山田久志 敗 東尾修 本 バーニー・ウイリアムス,中沢伸二,福本豊(B),山崎裕之(L)
- 1983年5月10日 阪急3-5西武 観衆：28,000 勝 杉本正 S森繁和 敗 今井雄太郎 本 石嶺和彦(B),田淵幸一(L)
- 1983年5月11日 阪急8-1西武 観衆：30,000 勝 永本裕章 敗 高橋直樹 本 簑田浩二,福本豊(B),テリー(L)
- 1983年5月12日 阪急9-14西武 観衆：28,000 勝 松沼博久 S 小林誠二 敗 山沖之彦 本 福本豊,米村理(B),田淵幸一,テリー×2,石毛宏典,片平晋作(L)
- 1983年8月2日 阪急8-6近鉄 観衆：7,000 勝 森浩二 S 佐藤義則 敗 良川昌美 本 バンプ・ウィルス(B)
- 1983年8月3日 阪急5-2近鉄 観衆：8,000 勝 山沖之彦 敗 久保康生 本 水谷実雄,ブーマー(B),有田修三(Bu)
- 1983年8月4日 阪急6-1近鉄 観衆：8,000 勝 山田久志 敗 住友一哉 本 簑田浩二,水谷実雄(B)
- 1984年6月20日 阪急6-12西武 観衆：30,000　勝 東尾修 敗 今井雄太郎 本 ブーマー(B),石毛宏典,辻発彦,伊東勤(L)
- 1984年6月21日 阪急10-2西武 観衆：27,000 勝 山田久志 敗 松沼博久 本 水谷実雄,バンプ(B),立花義家(L)
- 1984年8月14日 阪急19-9ロッテ 観衆：20,000 勝 山沖之彦 敗 右田一彦 本 ブーマー×2,弓岡敬二郎,水谷実雄(B),レロン・リー(O)
- 1984年8月15日 阪急11-3ロッテ 観衆：17,000人 勝 今井雄太郎 敗 仁科時成 本 福原峰夫,松永浩美,小林晋哉(B),落合博満,レロン・リー(O)
- 1984年8月16日 阪急2-8ロッテ 観衆：18,000 勝 深沢恵雄 敗 谷村智啓, 本 村上信一,福本豊(B),レロン・リー(O)
- 1985年4月19日 阪急9-3西武 観衆：20,000 勝 佐藤義則 敗 高橋直樹 本 熊野輝光(B)
- 1985年4月20日 阪急9-11西武 観衆：20,000 勝 森繁和 敗 宮本四郎 本 ジョー・ヒックス,ブーマー×2(B),辻発彦(L)
- 1985年4月21日 阪急1-6西武 観衆：31,000 勝 渡辺久信 敗 今井雄太郎 本 松永浩美(B),片平晋作,伊東勤(L)
- 1985年8月13日 阪急8-1近鉄 観衆：6,000 勝 山沖之彦 敗 小野和義 本 ブーマー,松永浩美(B)
- 1985年8月14日 阪急6-4近鉄 観衆：9,000 勝 山田久志 敗 村田辰美 本 藤田浩雅(B),栗橋茂,仲根政裕,バンボ・リベラ(Bu)
- 1985年8月15日 阪急4-7近鉄 観衆：7,000 勝 石本貴昭 S 鈴木康二朗 敗 星野伸之 本 ブーマー(B),バンホ×2,加藤英司(Bu)
- 1986年5月6日 阪急6-6日本ハム 観衆：6,000 本 藤田浩雅,石嶺和彦(B),トニー・ブリューワ(F)
- 1986年5月7日 阪急12-2日本ハム 観衆：8,000　勝 山田久志 敗 津野浩 本 小林晋哉,岩本好広,藤田浩雅(B)
- 1986年5月8日 阪急1-2日本ハム 観衆：7,000 勝 川原昭二 敗 今井雄太郎 本 石嶺和彦(B),五十嵐信一(F)
- 1986年6月10日 阪急2-3西武 観衆：33,000 勝 渡辺久信 敗 山田久志 本 片平晋作(L)
- 1986年6月11日 阪急7-5西武 観衆：34,000 勝 谷良治 S アニマル 敗 工藤公康 本 松永浩美(B),秋山幸二×2(L)
- 1986年6月12日 阪急3-3西武 観衆：31,000 本 ブーマー(B),秋山幸二(L)
- 1987年6月2日 阪急0-2西武 観衆：32,000 勝 郭泰源 敗 山沖之彦
- 1987年6月3日 阪急10-7西武 観衆：33,000 勝 古溝克之 敗 石井毅, 本 ブーマー,石嶺和彦, 簑田浩二(B),伊東勤(L)
- 1987年8月18日 阪急9-6日本ハム 観衆：11,000 勝 今井雄太郎 敗 川原昭二 本 藤田浩雅,ブーマー,弓岡敬二郎(B),田村藤夫(F)
- 1987年8月20日 阪急4-5日本ハム 観衆：15,000 勝 西崎幸広 S 松浦宏明 敗 佐藤義則 本 古屋英夫(F)

## 施設
- 敷地面積：25,480m2（グラウンド面積：12,349m2、スタンド面積：13,131m2。公園内のため外構面積は含んでいない）
- スコアボード：手書き（1990年～1992年はバックスクリーン左側に電光掲示板「ホークスビジョン」を併設）

1988年までは15回まで+合計得点表示。1989年から14回まで+合計得点・安打表示となった。
選手名表記は当初9人分しかなかったため、1975年にパ・リーグが指名打者制度を取り入れてからは当初はチーム名を表記する箇所に投手名を入れていた。後に改修され、投手を含め10人分の記載が可能となった。
バックスクリーンには電光広告看板（周囲に豆電球が点滅するもの。本拠地球団のなかった時代はPENTAX（旭光学工業）、ダイエーの本拠地化後はサッポロビール）が掲出され、本塁打が出るとその上に「HOMERUN」の文字が掲出された。
フェンスは1970年代～1987年頃までカラー広告だったが、その後緑地・白文字に変更された。またスタンド看板も1988年までカラーボードだったが、その後はダイエーのチームカラーに合わせて白地・青緑色の文字に統一された（同時期、ホークスの準本拠地である北九州市民球場も同様の改修をしている）。
- バックスクリーンの裏側には売店が数軒存在した。

## エピソード
- 漫画『アストロ球団』（遠崎史朗原作・中島徳博画）で、アストロ球団結成後最初の試合であるブラック球団（ふくしゅう球団）戦の舞台となっている。
- 漫画『ミラクルジャイアンツ童夢くん』（石ノ森章太郎原作・つはらよしあき画）で、九州シリーズの舞台となっている。
- 西武主催試合での西武ドームでのイベント『ライオンズ・クラシック』において、2008年のソフトバンク戦で「第5章・伝説となった平和台」というサブタイトルが付与されている。
- 2014年8月19日と翌20日に福岡ドームで開催されたソフトバンク対西武戦で、同ドームのホークスビジョンに本球場のダイエー時代のスコアボードを模倣したデザインが再現された。なお、この2試合は『福岡クラシック』として開催された。

## 関連書籍
- 『さよなら平和台：夢を思い出をありがとう』 - 西日本新聞社編集・発行、発行日：1997年11月、書籍コード：ISBN 4816704558

本球場の閉鎖を記念して発行された書籍。本球場における西鉄ライオンズ本拠地時代から閉鎖までのエピソードを写真と交えて紹介していく。当時の西日本新聞や西日本スポーツ記者をはじめ、ライオンズOBの河村英文や基満男、同球団の代表だった坂井保之も寄稿している。